# Kremna rezina
La kremna rezina, kremšnita o torta di Bled è un dolce tradizionale della Slovenia a base di pasta sfoglia, crema pasticcera alla vaniglia e panna montata.
Secondo le fonti, la kremna rezina fu ideata nel 1953 dal serbo Ištvan Lukačević, che rielaborò una ricetta della sua terra d'origine.
Del dolce esistono molte varianti diverse in tutta Europa fra cui il cremenshnitte austriaco, il krémes ungherese, e la krempita, popolare in vari Paesi dell'Est europeo.